# One (песня U2)
«One» — третий сингл ирландской рок-группы U2 из альбома Achtung Baby, записанный на трёх студиях: Hansa Tonstudio, Elsinore и Windmill Lane Studios и выпущенный в марте 1992 года.

## Создание, запись и производство
«В тот момент, когда мы сочиняли эту песню, я испытал сильнейший импульс её энергии. Мы импровизировали в большой комнате — огромном, жутком бальном зале, полном призраков войны, и вдруг всё встало на свои места. Это был обнадеживающий момент, когда всё сдвинулось с мёртвой точки, и мы воскликнули: „Ох, отлично, этот альбом заработал“. Подобный момент — одна из причин быть в группе: вдохновение снисходит на вас, и вы создаете что-то действительно важное. „One“ — стала движущей силой альбома. Эта песня бьёт прямо в сердце».
Пытаясь обрести вдохновение накануне объединения Германии, U2 начали сессии записей для Achtung Baby в Берлине на Hansa Studios в конце 1990 года. Тем не менее, настроение было мрачное, и внутри группы возникли разногласия по поводу музыкальной режиссуры и качества материала. Хотя басист Адам Клейтон и барабанщик Ларри Маллен предпочитали звук, подобный звуку из предыдущих работ U2, вокалист Боно и гитарист Эдж были вдохновлены европейским индастриалом и электронной танцевальной музыкой того времени и выступали за изменение. У группы также возникли трудности с идеями для демо- и окончательных версий песен. Боно и Эдж считали, что отсутствие прогресса — вина группы, в то время как Клейтон и Маллен полагали, что проблемы заключались в [слабых] идеях самих песен. Маллен сказал о том периоде: «думал, что это может быть концом группы».
В конечном итоге из тупиковой ситуации удалось выбраться. Импровизируя на основе песни «Sick Puppy» (ранней версии «Mysterious Ways»), группа пробовала разные сочетания аккордов для бриджа (музыкальных переходов-связок). Когда джем-сессия закончилась, только Эдж продолжил наигрывать их на акустической гитаре и «каждый пытался понять — был ли хоть какой прок от их работы».
По предложению продюсера Даниэля Лануа Эдж проиграл отдельные найденные фрагменты последовательно. Группе понравилось как получилось и они решили попробовать все вместе ещё раз. Эдж говорил об этой импровизации: «Внезапно в комнате свершилось что-то очень значительное». «Все испытали это магическое состояние — словно мы уловили сам миг рождения песни». Впоследствии группа развила музыкальную тему в композицию «One». Боно вспоминает: «Мелодия, структура — все оформилось минут за 15». Текст «просто упал с неба, словно дар», словно итог и творческих метаний, едва не приведших к расколу в группе, и чувств от воссоединения Германии, и скептицизма Боно по отношению к идеям хиппи о «единстве». Боно позже направил письмо-ноту Далай-ламе, отклонившему приглашение на фестиваль Oneness, с самоцитированием: «One—but not the same» — «Мы — одно целое, но мы разные». Создание песни вдохновило группу и изменило их взгляд на сессионный процесс. Маллен сказал, что песня вновь подтвердила плодотворность такого подхода группы к записи, как «подход с чистого листа», и уверен теперь, что для них не все ещё потеряно.
Плёнки с записями сессий передали продюсеру Брайану Ино для окончательного сведения; Ино достаточно долго не приступал к работе, полагая, что подобная пауза позволит ему посмотреть «свежим взглядом» на материал группы. Сами же музыканты были очень обеспокоены качеством материала, но когда Ино приехал в Берлин, были удивлены, узнав, что ему понравилась большая его часть. Однако, как вспоминает Боно, Ино сказал: «Там только одна невыносимо отвратная песня и это — „One“». Он чувствовал, что её необходимо переделать.
В 1991 году группа вернулась в Дублин. Записи планировались в особняке «Elsinore», расположенном в пригороде Дублина на побережье в районе Долки. U2 продолжили работу над песней, много раз безрезультатно пересводя материал. Эдж считал, что основа песни все же есть, но не хватает только «переднего плана». Ино убеждал группу, что так понравившийся первоначальный замысел песни «исчез под слоями наложений». Он создал собственный вариант, пытаясь вернуть группе представление о том, что им нравилось. Ино хотел, чтобы группа избавилась от элементов меланхолии в песне, и убедил их убрать трек с акустической гитарой. Он же убедил Лануа и Эджа, что надо «разрушить ощущение „чрезмерно красивого“ переживания» в песне, и именно поэтому они добавили «партии плачущих гитар, привнесших агрессии».
Звукорежиссёр Марк «Флад» Эллис был неудовлетворён результатом и по собственному признанию доставал всех «занудным сомнением». Потому что «всегда чувствовал, что песня получалась какая-то немного прямолинейная, пока мы не сделали окончательный микс». Финальный вариант был завершён в Windmill Lane Studios в сентябре 1991 года в последнюю ночь записи сессий альбома, когда и были сделаны основные дополнения. Однако Боно не понравилась собственная вокальная партия и он провёл большую часть следующего дня, перезаписывая вокал. Позже, когда вариант песни был только-только окончательно сведён, Эдж придумал гитарную партию, которую он пожелал добавить в конец песни к строчке «Love is a temple». Эдж настоял на своём, сыграл партию всего один раз, и через 10 минут она была помещена в композицию.

## Композиция
«One» — рок-баллада в размере 4/4, в темпе 91 удар в минуту. Гармония песни состоит из последовательности аккордов Am-Dsus2-Fmaj7-G.
Боно описал тему песни так: «Это песня об объединении, но это не старая идея хиппи „Давайте жить вместе“. Фактически — вовсе наоборот. Это значит, что мы все одно целое, но все мы разные. Это даже не значит, что мы хотим жить вместе. Но если хотим выжить — мы просто обязаны быть вместе в этом мире. Это напоминание о том, что у нас нет выбора». Эдж однажды дал интерпретацию песне, будто это «жесткий, изворотливый, едкий разговор между двумя людьми, которые прошли через отвратительные, тяжёлые вещи». В другой раз он сказал, что строка «we get to carry each other» придаёт «изящности» песне и что фраза «get to» (вместо «got to») важна, так как предполагается, что помощь другу — привилегия и большая честь, но не обязанность. Фанаты группы часто рассказывали, что эта песня играла у них на свадьбах, на что Боно отвечал: «Вы с ума сошли! Это песня о расставании!». Так же было предположение, что эта песня о разговоре отца и его вич-инфицированного сына-гомосексуала, основанное на связи песни с художником-гомосексуалом Дэвидом Войнаровичем, который умер от СПИДа.

## Релиз
«One» был выпущен в качестве третьего сингла с альбома в марте 1992 года. Сингл был благотворительным и все доходы, полученные от продаж, направлялись в фонд помощи больным СПИДом.
Обложка сингла — фотография Дэвида Войнаровича. На фотографии запечатлены падающие с обрыва бизоны, за которыми гонятся индейские охотники. Надпись на обложке поясняет, что Войнарович «отождествляет себя с бизоном, которого столкнули в неизвестность, которой мы не можем ни управлять, ни даже понять»<>.
Сингл занял 7 место в UK Singles Chart, 10 место в US Billboard Hot 100 и первые места в US Album Rock Tracks и Alternative Songs.

## Музыкальное видео

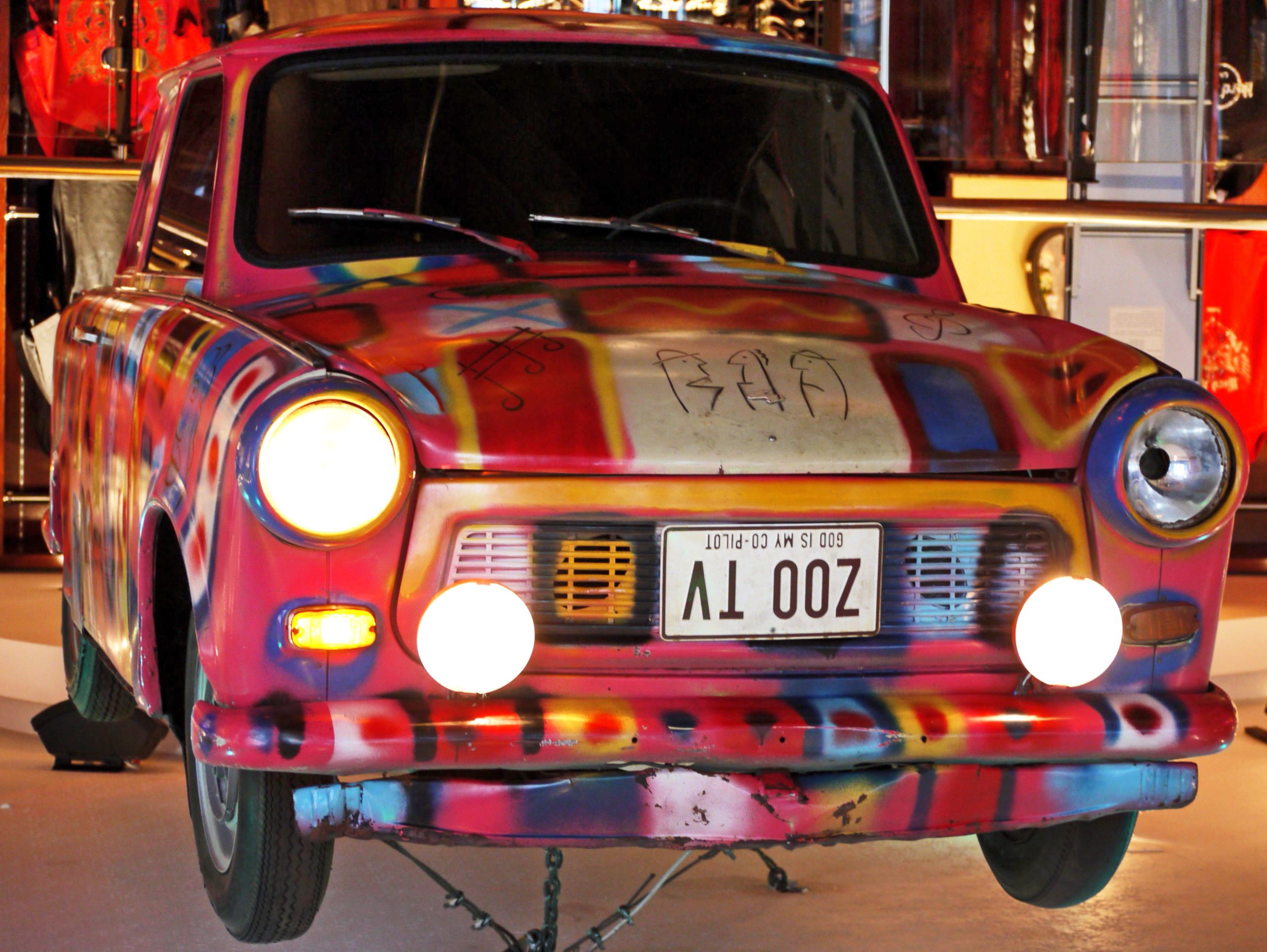
Трабант

Для «One» было снято три клипа. Первое видео, режиссёром которого стал Антон Корбейн, было снято в Берлине. Оно показывает участников группы, играющих в Hansa Studios, кадры с Trabant (автомобиль Восточной Германии, который полюбился музыкантам как символ новой Европы) и кадры с U2, одетыми как женщины. Боно объяснил, что идея с переодеваниями «была основана на идее о том, что если U2 не может сделать это, мы должны сделать это!», и это было сделано на опыте группы переодеваться для Карнавала в Санта Крус де Тенерифе. Однако группа убрала видео из эфира, опасаясь, что статус сингла, доходы от которого шли на помощь больным СПИДом, приведёт к поискам критиками интерпретаций, связанных со СПИДом. Эдж сказал: «Мы не хотели быть вовлеченными в откладывание проблемы СПИДа в сферу сексуальности. Это не стоило риска людей, предполагающих, что мы что-то говорили о СПИДе с помощью переодеваний, это было совсем не то, что мы хотели высказать».
Режиссёром второго видео стал Марк Пеллингтон. Это было изображение двух цветущих подсолнухов, название песни на многих языках (в том числе и на русском) и замедленная съёмка бегущих бизонов, постепенно приходящая к фотографии Войнаровича, которая стала обложкой сингла «One». Как и в случае с первым видео, группа не была им удовлетворена.
Третье видео было снято в попытке обратиться к более широкой аудитории. Оно было снято режиссёром Rattle and Hum Филом Джоуноу в 1992 году в манхеттенском ночном клубе Nell’s. В видео съёмки Боно, сидящего за столом, курящего сигару и пьющего вино, сменяется кадрами выступлением группы на концерте. В то время, пока проходили съёмки Боно, остальные участники группы в подвале на вечеринке вместе с моделями и трансвеститами ожидали, пока начнутся их съёмки. Однако съёмки так и  не начались, и к трём утра они поняли, что видео будет сосредоточено на Боно.

## Приём

### Реакция критиков

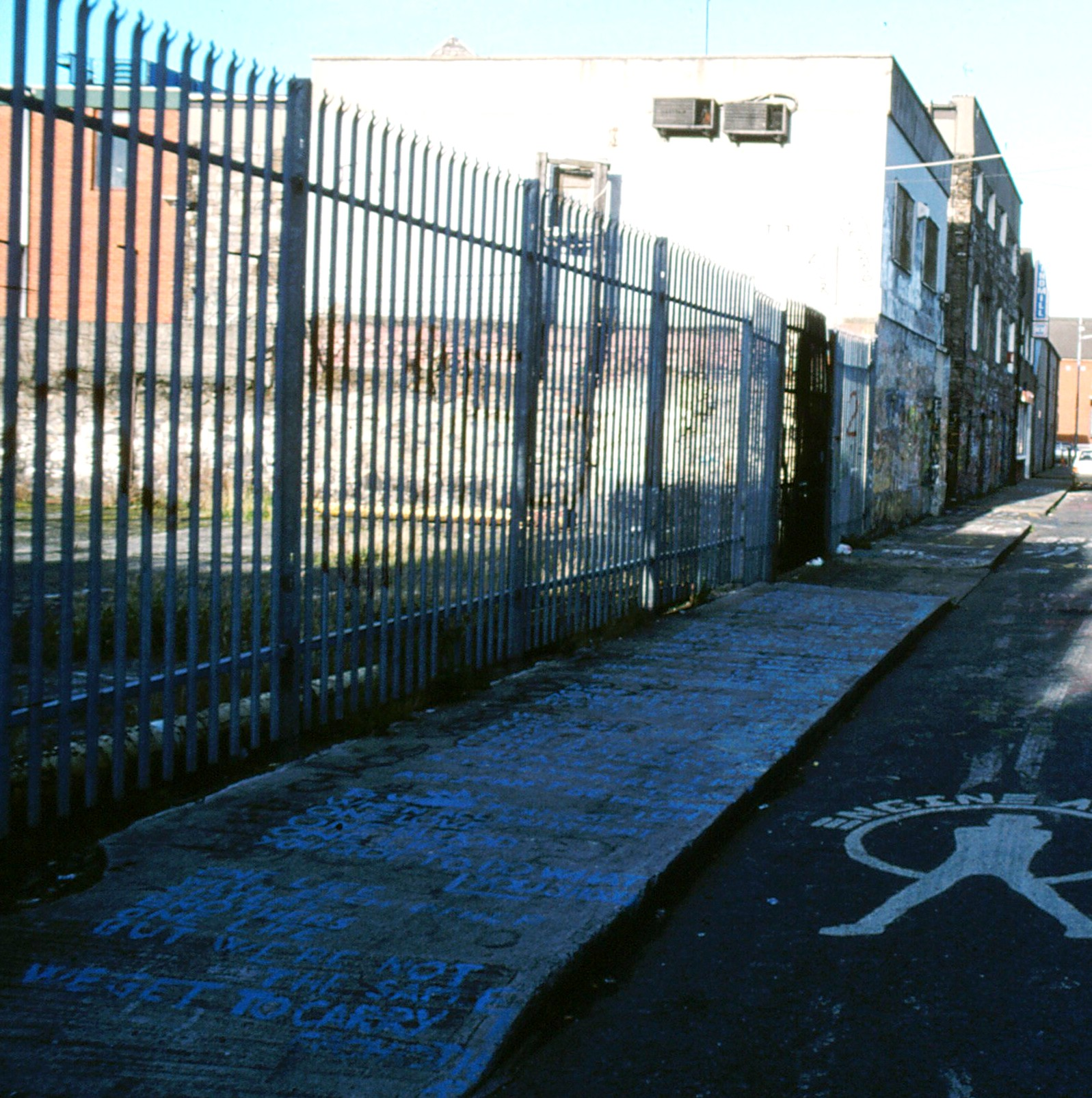
В 1994 году фанат исписал тротуар около Windmill Lane Studios словами из «One»

После выхода Achtung Baby критики высоко оценили «One». В обзоре альбома Entertainment Weekly назвал песню «сильной и беспрецедентно эмоциональной» и выразил мнение, что «экстравагантный стиль и дикие эмоции […] делают песню одним из самых драматических моментов Боно в записи». Rolling Stone в своём обзоре назвал песню «сияющей балладой», отметив, что «немного групп способно выстроить такую возвышенную силу, но это только один из многих моментов на Achtung Baby, напоминающих нам, почему эти парни, прежде чем стать объектом циничных шуток, были героями рок-н-рола, каковыми они являются и сейчас». Найэл Стоукс из Hot Press опубликовал восторженный обзор песни, назвав её одним из треков альбома, «чьё могущество бросает вызов двусмысленности». Стоукс сказал, что песня в первый раз, и во все последующие «кажется трансцендентной, великолепным синтезом элементов, слов и музыки, ритма, инструментальной аранжировки и интонации, создающим то, что говорит на языке за пределами логики, категорическом языке эмоциональной правды». По его словам, мелодия напоминала Led Zeppelin, вокал вызывал воспоминания об Эле Грине и The Rolling Stones и их «Sympathy for the Devil». Стоукс не смог выделить чего-то, что сделало песню настолько «совершенно вдохновляющей», но сказал, что это была «душа музыки, позволяющая избежать очевидных клише жанра и порезов на сердце».
Q назвал исполнение Боно песни «более тихим моментом», который «никогда не был настолько убедительно нежен». Газета Chicago Tribune написала, что песня «строится с неприступным величием баллады Роя Орбисона» и что строка «We’re one / But we’re not the same» одна из «самых мощных проницательных вещей о противоречии брака». Orlando Sentinel назвала трек «несчастным» и сравнила его с музыкой The Rolling Stones. Los Angeles Times назвала трек «разочаровывающим» среди ярких моментов альбома. Allmusic написала, что песня была «среди лучших записей U2», и похвалила её «лирическую простоту, душераздирающее вокальное исполнение, а также всплывающую в памяти музыку». Allmusic назвали игру Эджа «необычно теплой и проникновенной». В 1992 году по результатам опроса Pazz & Jop, проводимого газетой The Village Voice, «One» поместили на 8 место в списке «Best Single».
В 1992 году Эксл Роуз в интервью журналу RIP сказал, что «One» — одна из самых величайших песен, когда-либо написанных, и он плакал, когда впервые услышал её.

### Наследие
«„One“ […], конечно, песня о разрыве. Но она также во многом об обязанности остаться вместе, о поиске своего рода связи во время войны, разделении, чуме, нищите и культурных различиях. О слишком сильной вере в идею хиппи глобальной исключительности, но большом количестве сторонников, чтобы опровергнуть её».
«One» часто фигурирует в рейтингах лучших песен. В 2010 году Rolling Stone поместил песню на 36 место в списке «500 величайших песен всех времён», тем самым сделав «One» песней U2, стоящей на самом высоком месте в этом рейтинге. В 2003 году специальный выпуск издания Q под названием «1001 Best Songs Ever» назвал «One» величайшей песней всех времён. VH1 поставил песню на второе место в списке «Greatest Songs of the 90s», в 2006 году зрители VH1 определили песню, как имеющую лучшую строчку в Великобритании: «One life, with each other, sisters, brothers». В 2005 году Blender поставил песню на 4 место в списке «The 500 Greatest Songs Since You Were Born». В следующем году читатели Q проголосовали за «One», признав её пятой в списке лучших в истории. Впоследствии появилась в справочнике 1001 Songs: The Great Songs of All Time and the Artists, Stories, and Secrets как одна из семи песен U2.
«One» была перепета многими исполнителями, такими, как Дэмьен Райс, Джонни Кэш, Адам Ламберт, Howie Day, Джо Кокер, R.E.M., Gregorian, Pearl Jam, Ванесса Паради. После того, как в 2005 году U2 пригласили на концерт в Нью-Йорке Мэри Джей Блайдж, она исполнила «One» и получила признание. Студийную запись с Блайдж сделали позже, она исполняла основную вокальную партию, Боно исполнял дополнительную вокальную партию, и группа исполняла инструментальные партии. Запись вошла в состав мультиплатинового альбома The Breakthrough, выпущенного в 2005 году. В качестве сингла запись вышла 3 апреля 2006 года. В мае Блайдж исполнила песню в финале American Idol с финалистом Эллиотом Ямином, опередив релиз на американском радио. Песня была использована телеканалом Fox в качестве саундтрека к Мировой серии 2006. По состоянию на 31 декабря 2006 года, «One» был объявлен BBC Radio 1 тридцать пятым, среди самых продаваемых синглов 2006 года в Великобритании. В декабре 2006 года песня была номинирована на «Грэмми» за «Лучшее совместное вокальное поп-исполнение».

## Концертное исполнение

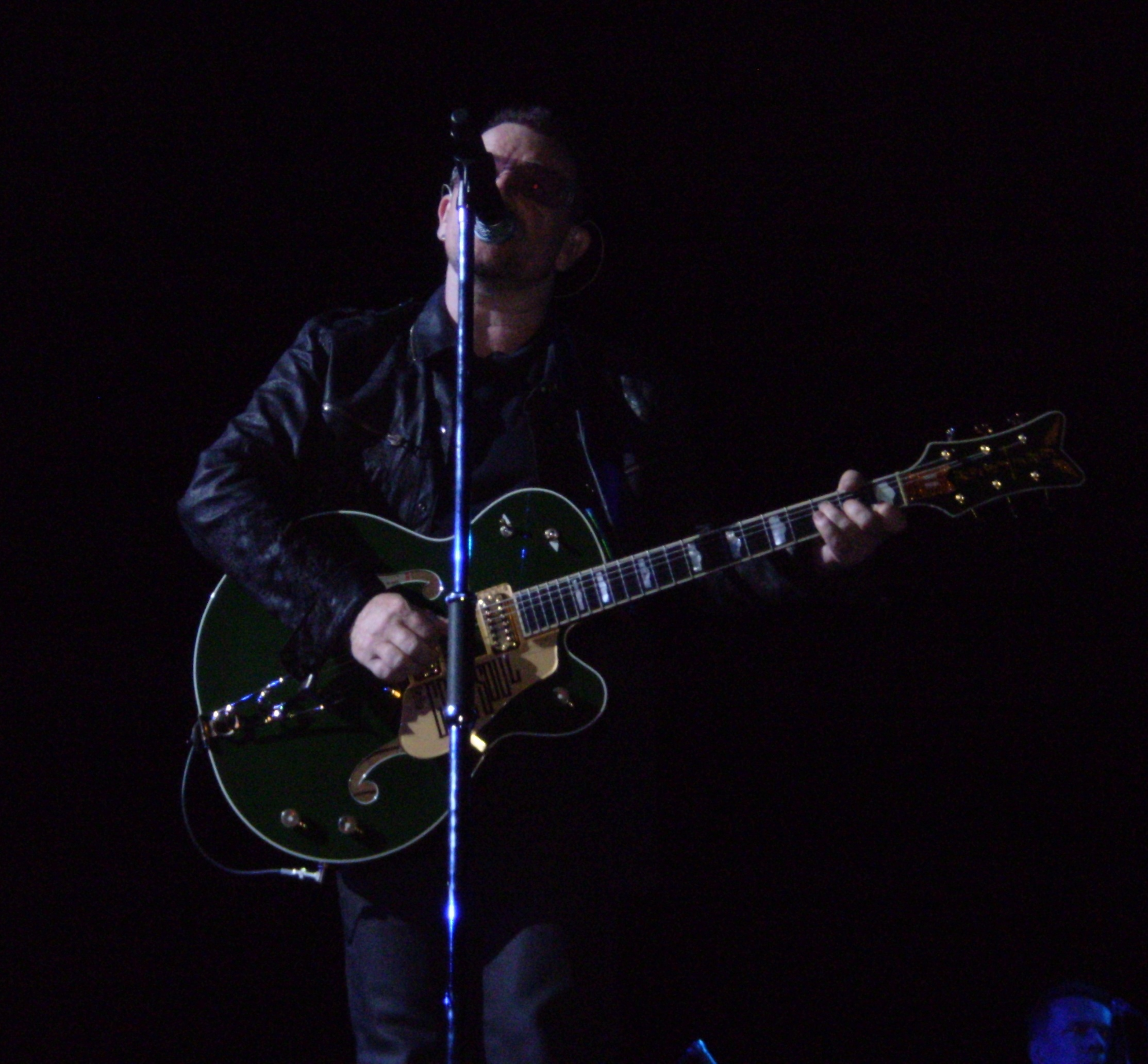
Боно исполняет «One» на концерте в Торонто в рамках U2 360° Tour.

«One» впервые была исполнена 27 февраля 1992 года в Лэйкленде (штат Флорида) на концерте Zoo TV Tour и с тех пор исполнялась на каждом концерте U2. Выступления Zoo TV сопровождались кадрами из второго клипа, на экранах показывались падающие бизоны, в конце появлялась фотография с обложки сингла «One».
Ещё более эмоциональное значение песня приобрела на шоу в Мехико в 1997 году в рамках Popmart Tour, показанном в PopMart: Live from Mexico City. Полное слёз исполнение было посвящено Майклу Хатченсу из INXS. До второго этапа U2 360° Tour песня исполнялась в тональности ля ♭ минор, тогда как официальная версия звучала на полутон выше. На протяжении истории Боно часто исполнял песню с дополнительными стихами, известными как «Hear Us Coming», текст которых изменён: «You hear us coming Lord? / You hear us call? / You hear us knocking, knocking at Your door? / You hear us coming, Lord? / You hear us call? / You hear us scratching, will You make me crawl?». Это было характерной особенностью Zoo TV Tour, PopMart Tour и Elevation Tour, но в Vertigo Tour такое исполнение встречалось реже. Эти стихи снова появились в U2 360° Tour в 2009 году, и хотя это не было особенность открытых ночей, Боно исполнял стихи достаточно часто.
«One» звучит почти во всех концертных фильмах U2: Zoo TV: Live from Sydney, PopMart: Live from Mexico City, Elevation: Live from Boston, U2 Go Home: Live from Slane Castle, Vertigo 2005: Live from Chicago, U2 3D и 360° at the Rose Bowl.

## Использование в кино и на телевидении
| Год  | Фильм           | Примечания                          |
| ---- | --------------- | ----------------------------------- |
| 1992 | Мелроуз Плейс   | Эпизод «Dreams Come True»           |
| 1993 | Мелроуз Плейс   | Эпизод «Peanut Butter and Jealousy» |
| 1993 | Бивис и Баттхед | Эпизод «Baby Makes Uh, Three»       |
| 2000 | Семьянин        |                                     |

## Кавер-версии
| Год  | Исполнитель                         | Альбом                                           |
| ---- | ----------------------------------- | ------------------------------------------------ |
| 1995 | Automatic Baby                      | Live X II — One Life                             |
| 1995 | Mica Paris                          | «One»                                            |
| 1999 | Absolute Rock                       | A Tribute to the Greatest Hits of U2             |
| 1999 | Information Society                 | We Will Follow: A Tribute to U2                  |
| 1999 | Королевский филармонический оркестр | Pride: The Royal Philharmonic Orchestra Plays U2 |
| 2000 | Джонни Кэш                          | American III: Solitary Man                       |
| 2000 | Kane                                | With or Without You                              |
| 2003 | Jarvis Church                       | Peace Songs                                      |
| 2004 | Джо Кокер                           | Heart & Soul                                     |
| 2004 | David Keen                          | Still Strung out on U2                           |
| 2004 | Jimmy Little                        | Life’s What You Make It                          |
| 2004 | Tait                                | In the Name of Love: Artists United for Africa   |
| 2004 | Warren Haynes                       | Live at Bonnaroo                                 |
| 2004 | Wendy Matthews                      | Café Naturale                                    |
| 2005 | Cowboy Junkies                      | Early 21st Century Blues                         |
| 2005 | Shinedown                           | Stripped Raw and Real                            |
| 2005 | Jerry Fish and the Mudbug Club      | Even Better Than the Real Thing Vol. 3           |
| 2005 | The Persuasions                     | The Persuasions Sing U2                          |
| 2006 | Мэри Джей Блайдж                    | The Breakthrough                                 |
| 2007 | Rockabye Baby!                      | Lullaby Renditions of U2                         |
| 2008 | Keziah Jones                        | In The Name Of Love: Africa Celebrates U2        |
| 2008 | Jacques Stotzem                     | Catch the Spirit                                 |
| 2009 | Адам Ламберт                        | One (American Idol Studio Version)               |
| 2009 | Jason and deMarco                   | Safe                                             |
| 2009 | Идина Мензель                       | N/A                                              |
| 2010 | Glee Cast                           | Glee: The Music, Volume 3 Showstoppers           |
| 2010 | Treyc Cohen                         | X Factor 2010                                    |
| 2011 | Overload                            | Overload Live at the Apartment Sessions          |
| 2011 | Дэмьен Райс                         | AHK-toong BAY-bi Covered                         |

## Список композиций
| №  | Название                             | Текст песни | Музыка | Продюсер                 | Длительность |
| -- | ------------------------------------ | ----------- | ------ | ------------------------ | ------------ |
| 1. | «One»                                | Боно        | U2     | Даниэль Лануа Брайан Ино | 4:36         |
| 2. | «Lady with the Spinning Head (UV1)»  | Боно        | U2     | Пол Барретт              | 3:54         |
| 3. | «Satellite of Love»                  | Лу Рид      | Рид    | Эдж и Барретт            | 4:00         |
| 4. | «Night and Day» (Steel String remix) | Коул Портер | Портер | Эдж и Барретт            | 7:00         |

## Чарты
| Чарт (1992)                     | Высшая позиция |
| ------------------------------- | -------------- |
| Australian ARIA Singles Chart   | 4              |
| Canadian RPM Top Singles        | 1              |
| Dutch Mega Top 100              | 12             |
| French SNEP Singles Chart       | 13             |
| Irish Singles Chart             | 1              |
| Swiss Singles Top 100           | 25             |
| UK Singles Chart                | 7              |
| US Billboard Hot 100            | 10             |
| US Billboard Modern Rock Tracks | 1              |
| US Billboard Album Rock Tracks  | 1              |
| US Billboard Adult Contemporary | 24             |

| Годовой чарт (1992)    | Позиция |
| ---------------------- | ------- |
| U.S. Billboard Hot 100 | 60      |

| Чарт (2006)                                | Высшая Позиция |
| ------------------------------------------ | -------------- |
| Austrian Singles Chart                     | 1              |
| Belgian (Flanders) Singles Chart           | 6              |
| Belgian (Wallonia) Singles Chart           | 10             |
| Czech IFPI Chart                           | 28             |
| Danish Singles Chart                       | 7              |
| Dutch Singles Chart                        | 2              |
| Eurochart Hot 100                          | 3              |
| French SNEP Singles Chart                  | 35             |
| German Singles Chart                       | 6              |
| Irish Singles Chart                        | 2              |
| Italian Singles Chart                      | 2              |
| Norwegian Singles Chart                    | 1              |
| Swedish Singles Chart                      | 27             |
| UK Singles Chart                           | 2              |
| US Billboard Hot 100                       | 86             |
| US Billboard Hot Adult Contemporary Tracks | 36             |
| US Billboard Pop 100                       | 64             |

## Участники записи
| U2 - Боно — вокал - Эдж — гитара - Адам Клейтон — бас-гитара - Ларри Маллен — ударные, перкуссия Другие музыканты - Брайан Ино — дополнительные клавишные - Даниэль Лануа — дополнительная гитара | Технический персонал - Продюсеры — Даниэль Лануа и Брайан Ино - Звукорежиссёр — Марк «Флад» Эллис - Дополнительный режиссёр — Робби Адамс - Ассистент режиссёра — Шеннон Стронг - Микширование — «Флад» - Помощник при мишировании — Шеннон Стронг |